# Melinești
Melineşti es una comuna ubicada en el distrito de Dolj, Rumania.

## Superficie
Posee una superficie de 89,42 kilómetros cuadrados.

## Demografía
Hasta 2021 la población era de 3390 habitantes, con una densidad de población de 37,91 habitantes por kilómetro cuadrado.